# QVCサテライト
株式会社QVCサテライトは、千葉県千葉市美浜区の幕張新都心に本社を置く、QVCのスカパー!・スカパー!プレミアムサービスにおける番組供給事業者である。QVCジャパンの完全子会社。

## 沿革
- 1996年、三井物産によりショッピングチャンネル株式会社設立。同年8月1日よりパーフェクTV!（後のスカパー!プレミアムサービス(標準画質)）にて「ショッピングチャンネル」放送開始。

- 1999年4月23日、「ショッピングCh/アニメフリーク222」にチャンネル名を変更。一部時間帯でペイ・パー・ビュー（PPV）によるアニメーション番組の放送を開始するが、2000年7月31日に放送終了。

- 2000年8月31日、三井物産と米QVCとの合弁で設立されたQVCジャパンがショッピングチャンネルを買収、社名をQVCサテライトに変更。

- 2000年11月よりQVCの告知放送を開始、2001年4月より本放送を開始した。

- 2014年5月15日、スカパー!プレミアムサービス（標準画質）においてほとんどすべてのチャンネルが放送終了することに伴い、チャンネル番号をCh.222からCh.212に変更。2014年6月以降もショップチャンネル（ジュピターサテライト放送）とともに、衛星一般放送事業者として標準画質での放送を継続していたが、2015年3月31日をもって放送を終了した。なお、両チャンネルともスカパー!プレミアムサービスでハイビジョン放送を行っているが、衛星一般放送事業者はスカパー・ブロードキャスティング → スカパー・エンターテイメントである。

- 2018年12月1日、BS4K放送『4K QVC』放送開始。QVCサテライトが衛星基幹放送事業者となり、放送を行う。リモコンキーIDは三井物産系のTwellVと同じ「12」。
- 2023年11月24日、総務省から右旋帯域における衛星基幹放送（BS4K放送）業務の認定を受けたことを発表[2]。物理チャンネルをBS-11chに移動した上で[3]、2025年4月1日から同帯域及びデータ放送を開始した[4][5][6]。